# نزع كبريت غاز العادم

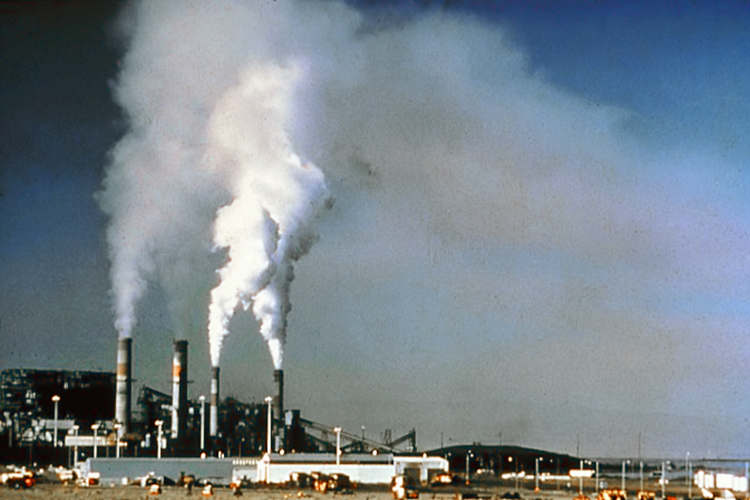
قبل أن تُركب وسائل نزكتة غاز المداخن، كانت الانبعاثات الصادرة من محطة الطاقة هذه في نيومكسيكو تحتوي على قدر كبير للغاية من ثاني أكسيد الكبريت.

نزكتة غاز العادم أو التخلص من الكبريت في غاز المداخن (FGD) هي مجموعة من التقنيات المستخدمة للتخلص من ثاني أكسيد الكبريت (SO2) من غازات عوادم المداخن من محطات الطاقة القائمة على الوقود الأحفوري ومن انبعاثات العمليات الأخرى التي ينبعث عنها أكسيد الكبريت.

## الطرق
مع سن لوائح بيئية صارمة فيما يتعلق بانبعاثات ثاني أكسيد الكبريت (SO2) في العديد من الدول، يتم الآن التخلص من SO2 من غازات المداخن من خلال عدة طرق. ومن بين الطرق شائعة الاستخدام ما يلي:
- التنقية الرطبة باستخدام خليط من المواد الماصة القلوية والتي غالبًا ما تكون حجرً جيريًا أو جيرًا أو مياه البحر من أجل تنقية الغازات،
- التجفيف بالرش التنقية باستخدام خلطات مشابهة من المواد الماصة،
- عملية حمض الكبريتيك الرطب لاستعادة الكبريت في شكل حمض الكبريتيك بجودة يمكن استخدامها تجاريًا،
- نزكتة غاز المدخنة المحتوي على أكاسيد الكبريت والنيتروجين يؤدي إلى إزالة ثاني أكسيد الكبريت وأكاسيد النيتروجين والجسيمات من غازات المداخن،
- أنظمة حقن المواد الماصة الجافة.

بالنسبة لمحطة طاقة نموذجية تعمل بالفحم، يؤدي نزكتة غاز المدخنة (FGD) إلى التخلص من 95 في المائة أو أكثر من SO2 في غازات المداخن.

## معلومات تاريخية
تمت دراسة طرق التخلص من ثاني أكسيد الكبريت من غازات عادم الغلايات والأفران على مدار ما يزيد على 150 عامًا. وقد تم التوصل إلى الأفكار المبكرة للتخلص من الكبريت في غازات المداخن في إنجلترا حوالي عام 1850.
ومع إنشاء محطات الطاقة على نطاق واسع في إنجلترا في العشرينيات من القرن العشرين، بدأت المشكلات المقترنة بالمقادير الكبيرة من ثاني أكسيد الكبريت (SO2) من موقع واحد تسبب قلقًا للعامة. ولم تلق مشكلة انبعاثات ثاني أكسيد الكبريت (SO2) الكثير من الاهتمام حتى عام 1929، عندما أيد مجلس اللوردات طلب أحد ملاك الأراضي ضد بارتون إليكتريسيتي وركس في مانشستر كوربوريشن نظير الأضرار التي أصابت أرضه ونجمت عن انبعاثات ثاني أكسيد الكبريت (SO2). وبعد ذلك بفترة وجيزة، تم إطلاق حملة صحفية ضد إنشاء محطات الطاقة داخل حدود لندن. وقد أدى هذا الغضب إلى فرض قيود على انبعاثات ثاني أكسيد الكبريت (SO2) على كل محطات الطاقة من ذلك النوع.
وأول وحدة للتخلص من الكبريت في غازات المداخن (FGD) تم تركيبها في منشأة من المنشآت في عام 1931 في محطة باترسي للطاقة، وهي مملوكة لشركة لندن للطاقة. وفي عام 1935، تم تركيب نظام للتخلص من الكبريت في غاز المداخن يشبه ذلك النظام الذي تم تركيبه في باترسي وإدخاله الخدمة في محطة سوانسي للطاقة. وقد تم تركيب أول نظام ضخم للتخلص من الكبريت في غازات المداخن في عام 1983 في محطة فولهام للطاقة. وأنظمة نزكتة غاز المدخنة الثلاثة المبكرة هذه تم هجرها إبان الحرب العالمية الثانية. ولم تظهر وحدات نزكتة غاز المدخنة على نطاق واسع مرة أخرى في المرافق حتى السبعينيات من القرن العشرين، عندما ظهرت أغلب الإنشاءات في الولايات المتحدة وفي اليابان.
ومن يونيو عام 1973، كانت هناك 42 وحدة للتخلص من الكبريت في غاز المداخن قيد العمل، منها 36 في اليابان و6 في الولايات المتحدة، وكانت قدراتها تتراوح بين 5 ميجا وات وحتى 250 ميجا وات. وتقريبًا من 1999 و2000، كان يتم استخدام وحدات نزكتة غاز المدخنة في 27 دولة، كما كانت 678 وحدة منها تعمل بقدرات محطات طاقة إجماليها حوالي 229 جيجا وات. وحوالي 45% من قدرات وحدات نزكتة غاز المدخنة كانت موجودة في الولايات المتحدة، و24% منها كانت في ألمانيا، في حين أن 11% منها كانت في اليابان، و20% منها في دول أخرى متنوعة. وتقريبًا، 79% من الوحدات، والتي تمثل 199 جيجا وات من القدرة، كانت تستخدم التنقية بالجير أو الحجر الجيري. وحوالي 18% (أو 25 جيجا وات) كانت تستخدم أجهزة تنقية الغازات أو أنظمة حقن المواد الماصة.